# Bosc de Can Closa
El Bosc de Can Closa és un bosc del terme municipal de Sant Quirze Safaja, de la comarca del Moianès.
Està situat a l'extrem nord-oest del terme, a prop del límit amb el terme de Castellcir, al nord-est de la urbanització dEl Solà del Boix. És a la dreta del Tenes, just a ponent de l'Embassament de Sant Quirze Safaja.